# افراسانان
افراسانان (Sapindales) یکی از راسته‌های گیاهان گل‌دار است. از اعضای مشهور این راسته می‌توان به مرکبات، افرا، انبه، بادام هندی و پسته اشاره نمود. نام‌های دیگر آن ناترک‌سانان و صابون‌هندی‌سانان است.
سیستم طبقه‌بندی APG IV این راسته را در کلاد Malvids (در کلاد گل‌سرخ‌داران، در کلاد دولپه‌ای‌های حقیقی) قرار می‌دهد و تیره‌های زیر در آن قرار دارند:
- پسته‌ایان
- آدمک
- روشنکان
- Kirkiaceae
- زیتون‌تلخیان
- قره‌داغیان
- سُدابیان
- ناترکیان
- عرعریان
- افراییان(بحث شده به عنوان گروهی در ناترکیان)
- شاه‌بلوط‌هندیان(بحث شده به عنوان گروه در ناترکیان)
- اسپندیان(بحث شده به عنوان گروهی در قره‌داغیان)

تحقیقات اخیر پذیرفته‌است که افراییان و شاه‌بلوط‌هندیان زیرمجموعه‌هایی از ناترکیان و اسپندیان زیرمجموعه‌ای از قره‌داغیان اند.